# Brachypelus
Brachypelus – rodzaj chrząszczy z rodziny biegaczowatych, podrodziny Scaritinae i plemienia Clivinini.

## Taksonomia
Rodzaj opisany w 1866 przez Jules'ego A. A. H. Putzeys'a, który ustanowił gatunkiem typowym B. obesus.

## Opis
Przedstawiciele rodzaju posiadają 6 lub 7 szczecin (setae) na labrum.

## Występowanie
Wszystkie należące tu gatunki są rzadkimi endemitami Madagaskaru.

## Systematyka
Do rodzaju należy 14 następujących, opisanych gatunków:
- Brachypelus andondrombe Burlisch, Janak et Moravec, 2005
- Brachypelus basilewskyi Burlisch, Janak et Moravec, 2005
- Brachypelus betsileo Burlisch, Janak et Moravec, 2005
- Brachypelus fisheri Burlisch, Janak et Moravec, 2005
- Brachypelus janaki Burlisch et Moravec, 2009
- Brachypelus microphthalmus Basilewsky, 1976
- Brachypelus minor Alluaud, 1935
- Brachypelus newtoni Burlisch, Janak et Moravec, 2005
- Brachypelus pauliani Basilewsky, 1976
- Brachypelus reticulatus Basilewsky, 1976
- Brachypelus rolandi Burlisch, Janak et Moravec, 2005
- Brachypelus obesus Putzeys, 1866
- Brachypelus vohidray Burlisch, Janak et Moravec, 2005
- Brachypelus vonickai Burlisch, Janak et Moravec, 2005